# Erica simii
Erica simii är en ljungväxtart som först beskrevs av Spencer Le Marchant Moore, och fick sitt nu gällande namn av E.G.H. Oliver. Erica simii ingår i släktet klockljungssläktet, och familjen ljungväxter. Inga underarter finns listade i Catalogue of Life.